# Sociedad Minera Cerro Verde
Sociedad Minera Cerro Verde S.A.A. es un complejo minero ubicado en el distrito de Uchumayo, en la provincia de Arequipa, en el Perú, aproximadamente a 20 millas de la ciudad de Arequipa y a una altitud promedio de 2.600 metros sobre los niveles del mar. La mina ha sido ampliada a hacia una tasa de procesamiento de 1 000 000 de toneladas extraídas y 500 000 procesadas por día. Al día de hoy, es considerada como el principal productor de cobre en el Perú. Es una empresa componente del índice S&P/BVL Perú General.

## Fundación
Las operaciones de la mina Cerro Verde datan del siglo XIX. En esa época, los españoles extraían minerales de óxido de cobre de alta ley, los que, posteriormente, eran enviados a Gales.
Más tarde, en el año 1916, la empresa Anaconda se convirtió en propietaria de este yacimiento, el que poseyó hasta 1970 cuando el Estado se hizo cargo de la mina. El gobierno extrajo los minerales de óxido de Cerro Verde y construyó en 1972 una de las primeras plantas de procesamiento del cobre mediante el sistema de extracción por solventes y electrodeposición (SX/EW) del mundo.
En el año 1994 la compañía estadounidense Cyprus Amax compró la operación e  un capital importante en la propiedad para aumentar y mejorar la productividad. Durante los ocho años posteriores a la privatización la producción de cobre aumento en alrededor de 350% y los costos se redujeron en más de 40%.
Cerro Verde pasó a formar parte de la cartera de explotación minera de la Corporación Phelps Dodge en 1999, tras la compra de Cyprus Amax Minerals Company.
En diciembre del 2000 entró en operación la Concentradora de Sulfuros Primarios, proyecto que demandó una inversión de US$ 850 millones, con una capacidad de tratamiento de 108,000 TMD de mineral.
En 2006, empezó a construir una planta de sulfuros primarios.
En el año 2007, Freeport-McMoRan adquiere la corporación Phelps Dodge, lo que la convierte en la nueva propietaria de la mina.
Derek Jon Cooke se desempeña como Gerente General (CEO) desde el año 2016.
En el año 2018, la Sunat dio a conocer que la Sociedad Minera Cerro Verde tenía una deuda pendiente de S/1.100 millones por regalías mineras no canceladas entre 2006 y 2011. Según los tribunales internacionales (CIADI), la empresa no demostró que su planta concentradora estuviera exonerada de tributar al Estado.
En el año 2023, se tiene planificado el cierre de operaciones de la planta de chancado-hidro ante la necesidad de seguir incrementando el tamaño del tajo.
En 2025, Cerro Verde generó ingresos de 527 millones de dólares. Según Prensa Regional, la mayoría de los activos provienen  del patrimonio neto.

## La Enlozada
En 2015 se anunció en colaboración con Sedapar la construcción de la planta de tratamiento de residuos La Enlozada para descontaminar el río Chili, que destina parte del agua usada en el proceso minera. Entró en operación en 2017 y estará activa durante 30 años.

## Certificaciones
- ISO 9001, certificación que valida la capacidad para el adecuado manejo de calidad de cátodos de cobre que satisfacen los requisitos técnicos esperados.
- ISO 14001, certificación que valida la capacidad para el adecuado manejo ambiental de sus operaciones.
- OHSAS 18001, certificación que valida la capacidad para el adecuado manejo de salud y seguridad ocupacional en todas sus instalaciones.

## Publicaciones de la Compañía
- Cerro Verde Provided US$741 Million In Direct Benefits To The Government Of Peru In 2011
- Cerro Verde Expansión, julio de 2011